# سابرینا یونسکو
سابرینا یونسکو (انگلیسی: Sabrina Ionescu؛ زادهٔ ۶ دسامبر ۱۹۹۷) بازیکن بسکتبال اهل ایالات متحده آمریکا است.
وی در مسابقات کشوری و بین‌المللی در مجموع برندهٔ ۳ مدال طلا شده‌است.